# إكسبانس سي جي أي
إكسبانس سي جي أي هي شركة إماراتية مُتخصصة في تصميم الرسوم المتحركة والمؤثرات البصرية، أسّسها أشرف غوري في 2007 ويشغل حاليا منصب المدير التنفيذي للشركة. نشأ الاستوديو ويعمل من دبي، الإمارات العربية المتحدة. اشتهرت الشركة بإنشاء فيلم الخطأ زيرو، أول فيلم خيال علمي تم إنتاجه بالكمبيوتر في دولة الإمارات العربية المتحدة والذي نال شهرة إقليمية واختيارا رسميا في مهرجانات سينمائية بارزة عالميا.

## التاريخ
بدأت شركة إكسبانس سي جي أي في عام 2007 في مدينة دبي للإعلام. بالإضافة إلى أعمالهم السينمائية، تنتج إكسبانس أيضًا إعلانات تجارية ومقاطع فيديو للشركات والعلامات التجارية والفن الرقمي والمواقع الإلكترونية.
أنتجت الشركة الخطأ زيرو بشكل مستقل في عام 2009. عُرض الفيلم عالميًا لأول مرة في مهرجان الخليج السينمائي الثالث، أبريل 2010 في دبي بالإمارات العربية المتحدة. تم عرضه أيضًا في مهرجان كان الثالث والستين، النسخة العاشرة من مهرجان لندن للخيال العلمي والأفلام الخيالية. وغيرها من المهرجانات السينمائية الدولية. لقد شاركوا أيضًا كمنتجين مشاركين لفيلم ملال، أول فيلم هندي إماراتي.

## الأفلام المنتجة
| العام | أفلام بارزة                                     |
| ----- | ----------------------------------------------- |
| 2006  | عربانا بالتعاون مع شركة D-Seven Motion Pictures |
| 2010  | زيرو إررور ماينس 1                              |
| 2010  | ملال بالتعاون مع شركة D-Seven Motion Pictures   |
| 2012  | الجن (إيمج نيشن أبوظبي)                         |

## الأوسمة
- 2010 (أبريل): Levity Xero Error Minus1، أول فيلم خيال علمي يتم إنتاجه بالكمبيوتر من دولة الإمارات العربية المتحدة
- 2011 (يناير): جائزة الإنجاز المتميز عن - جامعة أبوظبي
- 2011 (فبراير): الفائز بجائزة أفضل مخرج لهذا العام - جوائز الاستوديو الرقمي، دبي [12]
- 2011 (فبراير): المركز الثاني، جائزة الرسوم المتحركة لهذا العام: - جوائز الاستوديو الرقمي، دبي
- 2011 (نوفمبر): الفائز بجائزة أفضل تطبيق للتكنولوجيا - جوائز SME Advisor Stars of Business [13]
- 2011 (نوفمبر): الفائز بجائزة الإنجاز الصناعي للفعاليات والترفيه - جوائز SME Advisor Stars of Business [13]
- 2011 (نوفمبر): المرشح لجائزة استشارات الأعمال لهذا العام - SME Advisor Stars of Business Awards [13]
- 2012 (فبراير): مرشح لجائزة الرسوم المتحركة لهذا العام - جوائز الاستوديو الرقمي، دبي [14]
- 2012 (فبراير): المرشح لجائزة إنشاء المحتوى للعام - جوائز الاستوديو الرقمي، دبي [14]
- 2012 (فبراير): مرشح لجائزة استوديو العام - جوائز الاستوديو الرقمي، دبي [14]
- 2012 (فبراير): الفائز بجائزة أفضل تصميم موقع، جوائز Tbreak للمطورين، دبي [15]